# Всемирные интеллектуальные игры «Спорт-Аккорд»
Всемирные интеллектуальные игры «Спорт-Аккорд» (англ. SportAccord World Mind Games) — комплексные ежегодные соревнования в интеллектуальных видах спорта, проводимые совместно Международным конвентом «Спорт-Аккорд» и Международной ассоциацией интеллектуального спорта (IMSA). Проводятся по шахматам, шашкам, сянци и го.

## История
Всемирные интеллектуальные игры планировалось проводить как и олимпийские игры раз в четыре года. Первые игры прошли в Пекине 3 октября — 18 октября 2008 года. В 2010 году было подписано соглашение IMSA с Международным конвентом «Спорт-Аккорд» о проведении ежегодных соревнований под названием «Всемирные интеллектуальные игры «Спорт-Аккорд»». Первые игры были проведены в Пекине с 8 декабря по 16 декабря 2011 года.

## Организаторы
Организаторами Всемирных интеллектуальных игр «Спорт-Аккорд» являются, наряду с Международной конвенцией «Спорт-Аккорд», ИМСА и её члены:
- Международная федерация шахмат (FIDE)
- Всемирная федерация шашек (FMJD)
- Всемирная федерация бриджа (WBF)
- Международная федерация го (IGF)

## 2011 год

### Сянци
| Шахматы       | Золото                        | Серебро                        | Бронза                           |
| Мужчины       | Венгрия · Золтан Алмаши       | Франция · Максим Вашье-Лаграв  | Азербайджан · Вугар Гашимов      |
| Женщины       | Китай · Хоу Ифань             | Литва · Виктория Чмилите       | Россия · Александра Костенюк     |
| Мужчины рапид | Россия · Ян Непомнящий        | Азербайджан · Вугар Гашимов    | США · Гата Камский               |
| Женщины рапид | Россия · Александра Костенюк  | Украина · Екатерина Лагно      | Грузия · Нана Дзагнидзе          |
| Мужчины блиц  | Франция · Максим Вашье-Лаграв | Россия · Александр Грищук      | Азербайджан · Шахрияр Мамедьяров |
| Женщины блиц  | Китай · Хоу Ифань             | Болгария · Антоанета Стефанова | Словения · Анна Музычук          |

| Шашки                         | Золото                      | Серебро                   | Бронза                    |
| Международные шашки           | Россия · Александр Георгиев | Латвия · Гунтис Валнерис  | Нидерланды · Рул Бомстра  |
| Международные шашки (женщины) | Беларусь · Ольга Федорович  | Латвия · Зоя Голубева     | Украина · Дарья Ткаченко  |
| Бразильские шашки             | Россия · Гаврил Колесов     | Россия · Владимир Скрабов | Украина · Сергей Белошеев |

## 2012 год

### Шахматы
| Шашки                              | Золото                      | Серебро                        | Бронза                      |
| Международные шашки                | Россия · Александр Георгиев | Россия · Алексей Чижов         | Германия · Вадим Вирный     |
| Международные шашки (женщины)      | Россия · Матрёна Ноговицына | Украина · Виктория Мотричко    | Польша · Наталия Садовска   |
| Международные шашки блиц           | Россия · Александр Шварцман | Нидерланды · Александр Балякин | Россия · Александр Георгиев |
| Международные шашки блиц (женщины) | Россия · Матрёна Ноговицына | Латвия · Зоя Голубева          | Украина · Ольга Балтажи     |
| Бразильские шашки                  | Россия · Гаврил Колесов     | Россия · Владимир Скрабов      | Украина · Сергей Белошеев   |
| Чекерс                             | США · Алекс Моисеев         | ЮАР · Лубабало Кондло          | Италия · Микеле Боргетти    |

## 2013 год

### Шахматы
| Шашки                                    | Золото                      | Серебро                      | Бронза                       |
| Международные шашки рапид                | Россия · Александр Георгиев | Нидерланды · Рул Бомстра     | Латвия · Гунтис Валнерис     |
| Международные шашки рапид (женщины)      | Латвия · Зоя Голубева       | Беларусь · Ольга Федорович   | Россия · Тамара Тансыккужина |
| Международные шашки блиц                 | Кот-д’Ивуар · Жюль Атсе     | Россия · Александр Георгиев  | Россия · Алексей Чижов       |
| Международные шашки блиц (женщины)       | Россия · Матрёна Ноговицына | Латвия · Зоя Голубева        | Россия · Тамара Тансыккужина |
| Международные шашки супер-блиц           | Россия · Александр Шварцман | Латвия · Гунтис Валнерис     | Камерун · Жан Марк Нджофанг  |
| Международные шашки супер-блиц (женщины) | Украина · Дарья Ткаченко    | Россия · Тамара Тансыккужина | Россия · Матрёна Ноговицына  |

## 2014 год

### Сянци
| Шахматы       | Золото                    | Серебро                       | Бронза                        |
| Мужчины       | Россия · Ян Непомнящий    | Азербайджан · Теймур Раджабов | Франция · Максим Вашье-Лаграв |
| Женщины       | Китай · Хоу Ифань         | Россия · Александра Костенюк  | Китай · Чжао Сюэ              |
| Мужчины рапид | Россия · Александр Грищук | Франция · Максим Вашье-Лаграв | Китай · Ван Хао               |
| Женщины рапид | Россия · Валентина Гунина | Китай · Хоу Ифань             | Украина · Анна Ушенина        |
| Мужчины блиц  | Россия · Александр Грищук | Франция · Максим Вашье-Лаграв | Азербайджан · Теймур Раджабов |
| Женщины блиц  | Китай · Хоу Ифань         | Россия · Валентина Гунина     | Украина · Анна Музычук        |

| Шашки                                    | Золото                       | Серебро                      | Бронза                       |
| Международные шашки рапид                | Нидерланды · Рул Бомстра     | Россия · Александр Шварцман  | Латвия · Гунтис Валнерис     |
| Международные шашки рапид (женщины)      | Россия · Тамара Тансыккужина | Украина · Виктория Мотричко  | Беларусь · Ольга Федорович   |
| Международные шашки блиц                 | Россия · Александр Шварцман  | Латвия · Гунтис Валнерис     | Украина · Юрий Аникеев       |
| Международные шашки блиц (женщины)       | Украина · Дарья Ткаченко     | Россия · Матрёна Ноговицына  | Россия · Тамара Тансыккужина |
| Международные шашки супер-блиц           | Камерун · Жан Марк Нджофанг  | Нидерланды · Рул Бомстра     | Нидерланды · Пим Мёрс        |
| Международные шашки супер-блиц (женщины) | Украина · Виктория Мотричко  | Россия · Тамара Тансыккужина | Украина · Дарья Ткаченко     |
| Чекерс                                   | Италия · Микеле Боргетти     | Италия · Серджо Скарпетта    | США · Алекс Моисеев          |

## 2016 год

### Шахматы
| Шашки                                    | Золото                       | Серебро                     | Бронза                      |
| Международные шашки рапид                | Россия · Александр Георгиев  | Россия · Александр Шварцман | Камерун · Жан Марк Нджофанг |
| Международные шашки рапид (женщины)      | Россия · Матрёна Ноговицына  | Беларусь · Ольга Федорович  | Россия · Дарья Ткаченко     |
| Международные шашки блиц                 | Россия · Алексей Чижов       | Кот-д’Ивуар · Жюль Атсе     | Россия · Александр Георгиев |
| Международные шашки блиц (женщины)       | Россия · Дарья Ткаченко      | Россия · Айгуль Идрисова    | Украина · Виктория Мотричко |
| Международные шашки супер-блиц           | Россия · Александр Шварцман  | Россия · Алексей Чижов      | Кот-д’Ивуар · Жюль Атсе     |
| Международные шашки супер-блиц (женщины) | Россия · Тамара Тансыккужина | Латвия · Зоя Голубева       | Россия · Айгуль Идрисова    |